# Европейский маршрут E33
Европейский маршрут Е33 — европейский автомобильный маршрут категории А в Италии, соединяющий города Парма и Специя. Длина маршрута — 124 км.
Е33 связан с маршрутами
- E35
- E80

## Фотографии

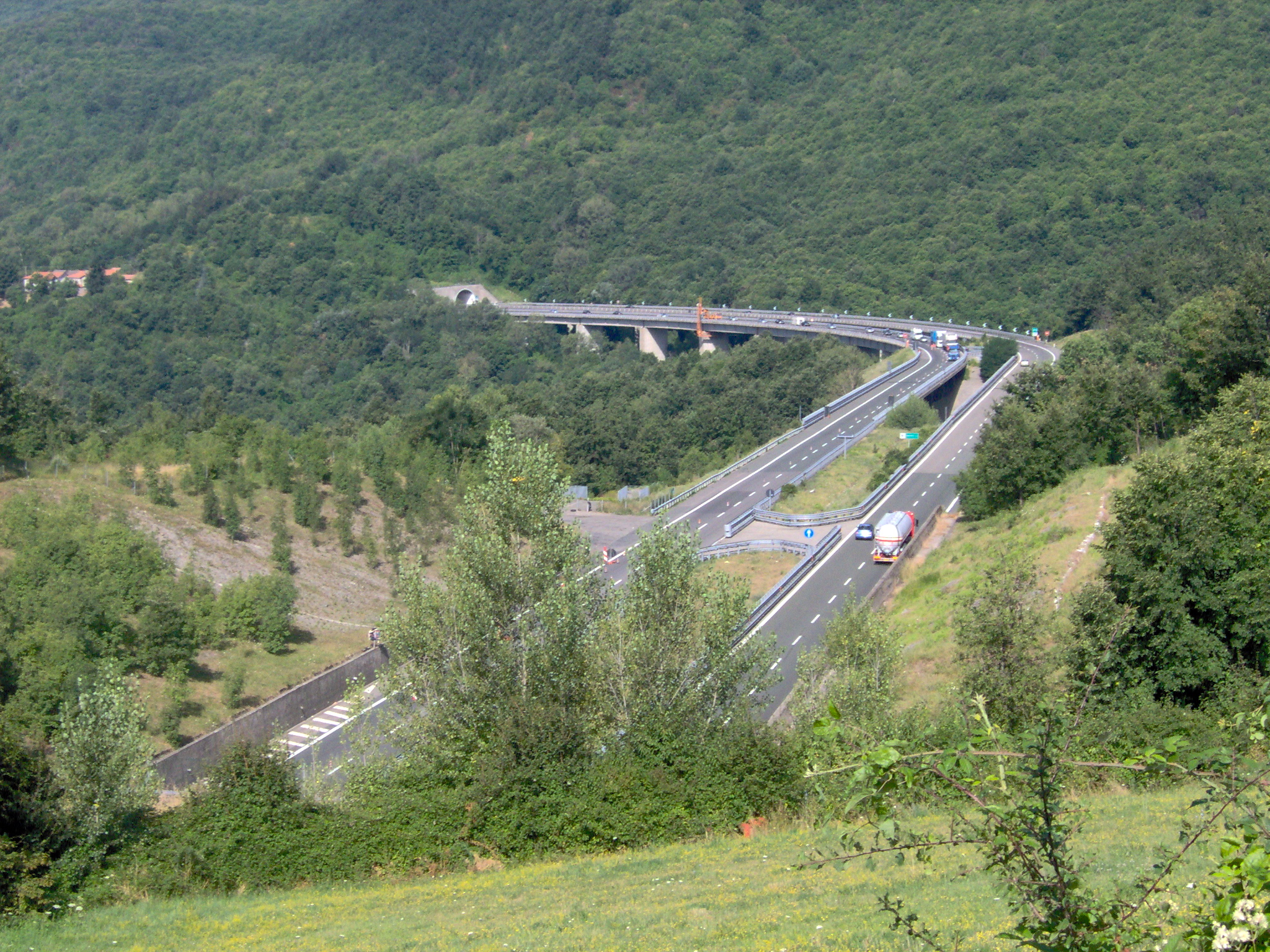
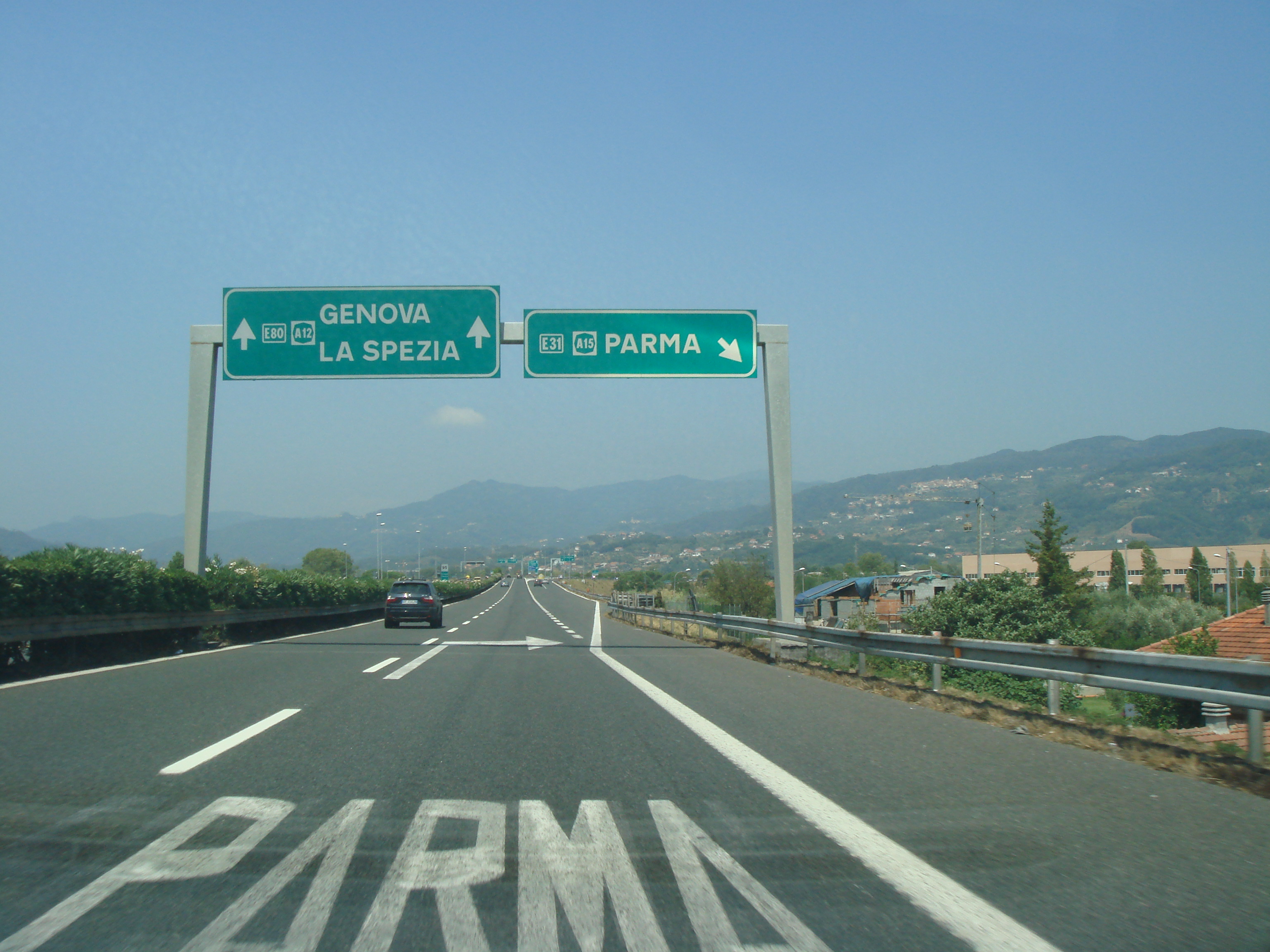